# 储大同
储大同（1944年3月—2014年8月31日），男，汉族，江苏省人。临床肿瘤内科专家，主任医师。中国医学科学院肿瘤医院肿瘤内科学专业首席科学家。第十一届全国政协委员。

## 生平
1969年毕业于北京第二医学院。
1979年，考取协和医科大学研究生，从师于中国血液学奠基人之一的宋少章教授。
1981年，研究生毕业后在中科院肿瘤医院（原日坛医院）工作，从事恶性淋巴瘤的免疫球蛋白研究。
1982年，报道了国际上首例双副蛋白血症 IgA 型多发性骨髓瘤，填补了诊断上这一空白，引起国际上同行的重视。
1984、1990年两度以访问学者身份赴美国M.D.安德森癌症中心临床免疫和生物学治疗系进行协作研究。
1988年，美国癌症研究学会（AACR）吸纳其为正式会员，次年再度获得中国卫生部颁发的“孙氏鼓励医学科研基金”二等奖。
1997年，参与创建并当选为中国抗癌协会临床肿瘤学协作专业委员会(CSCO)主任委员。
2003年5月，其领导的CSCO与美国临床肿瘤学会(ASCO)正式达成互认互惠“姊妹学会”会员关系，CSCO从此加入了“肿瘤界的WTO”。2004年6月，CSCO再度与欧洲肿瘤内科学会ESMO达成互认互惠“姊妹学会”会员关系。耗时八年将CSCO领导成为了国际上第三大临床肿瘤学会。
2006年，卸任CSCO主委。2008年，当选第十一届全国政协委员，代表医药卫生界，分入第四十六组。
2014年8月31日19时45分，因病医治无效，于北京逝世，享年70岁。

## 著作
1. 当代肿瘤内科治疗方案评价 ISBN 9787810716055